# Digi Sport
A DIGI Sport a DIGI sportcsatorna-hálózata volt. Első csatornája 2009. július 23-án indult. Az első néhány órában csak promóciós filmeket vetítettek, majd 19:45-kor az Újpest–Steaua București Európa-liga mérkőzés volt az első érdembeli adásuk.
A csatornák hangjai mindhárom adó esetében Csík Csaba Krisztián és Zakariás Éva voltak.

## Története
A csatorna 2009. november 15.-től a 2022-es megszűnésig nagy felbontású műsorokat sugárzott. Ekkor indult el a DIGI Sport HD, melynek műsora megegyezett a hagyományos felbontású adásváltozattal.
2012-ben a DIGI Sport volt a Cartoon Network Fociakadémia egyik zsűrije.
2010 szeptembere óta kábelen a PR Telecom-nál is fogható volt. 2011. március 14-én elindult a DIGI Sport Plus, amelyen főleg az eredeti csatornán háttérbe szoruló sportágak – például motorsport, atlétika, kézilabda – kaptak szerepet. Indulásától kezdve a csatorna közvetítette a férfi és női kézilabda Bajnokok Ligája küzdelmeit is.
2012. augusztus 1-jén arculatváltáson estek át a csatornák, ekkor a korábbi DIGI Sport DIGI Sport 1-re, míg a DIGI Sport Plus DIGI Sport 2-re lett átnevezve. 2015. október 24-én, 14:00-kor indult el a DIGI Sport 3, Vitray Tamás köszöntőjével.
A csatornák 2022. augusztus 5-én szűntek meg. A névadó kábelszolgáltatónál a 3-as csatorna szűnt meg először 00:04-kor, elvágva egy, a Sedan futballcsapatáról szóló Ligue 1-klipet, a 2-es csatorna helyére 03:04-kor lépett az Arena4, a DIGI Sport 1-et pedig 05:55 körül váltotta fel néhány Network4-es konzervajánló után a Match4.
Az utolsó (magyar kommentárral leadott) élő közvetítések WTA-teniszmeccsek voltak: Caroline Dolehide és Arina Szabalenka mérkőzése 00:44-kor ért véget az 1-es csatornán, ahol ezután még két San José-i WTA 500-találkozót leadtak angol alámondással. A 2-es csatorna utolsó élő közvetítése Emma Raducanu és Camila Osorio éjfél előtt véget ért washingtoni teniszmeccse volt. A DIGI Sport 3 2022. május 22-én adta legutolsó élő közvetítését: 16:55-ös kezdettel a Brentford–Leeds Premier League-meccset. A csatorna weboldala 2022. szeptember 1-jéig működött.

## Kínálat

A DIGI Sport 1 (korábban DIGI Sport) logója

A csatornák számos sportágat közvetítettek. Az 1-es adó főleg labdarúgással és kézilabdával foglalkozott, a másik két adón vegyesen futottak a közvetítések.
- Labdarúgás
  - Bajnokságok
    -  Serie A (2015-21)
    -  Ligue 1 (2015-22)
    - Török Liga (2018-19)
    -  Premier League (2019-2022, 2021-22-ben a Spíler TV-vel közösen)
    -  Bundesliga (2022-2022)
    -  2. Bundesliga (2022-2022)

  - Kupasorozatok
    -  Olasz kupa (2015-18)
    -  Spanyol kupa (2015-18)
    -  Angol ligakupa (2015-19)

  - Nemzetközi kupák
    -  UEFA Európa Liga (2015-22)
    -  UEFA Európa Konferencia Liga (2021-22)
    - Champions Cup
- Autósport
  -  IndyCar futamok
  -  NASCAR futamok
  -  NASCAR Sprint Cup futamok
  - Dakar-rali
  - Audi TT Kupa
  - Porsche Carrera Kupa
  - Formula–3 futamok
  - Formula–E világbajnoki futamok
  - F3 European Championship
  - EuroFormula Open
  - Adac Formula–4
  - Adac GT Masters
  - Gymkhana Grid
  - GT Open
  - GT Masters
- Motorsport:
  - MotoGP futamok
  - Moto2 futamok
  - Moto3 futamok
- Tenisz
  - ATP Masters
  - ATP World Tour
  - WTA
  - Grand Slam
  - Rogers Cup
  - Hopman Cup
  - International Premier Tennis League
  - Turkish Airlines Euroleage
- Ökölvívás
  - Premier Boxing Champions
  - K1: Saint-Tropez, Fight Night
  - Profi boksz: GBU
  - Glory-sorozat
  - Kick-Box
- Jégkorong
  - MOL Liga
  - Magyar kupa
  - Négy nemzet tornája
  - Challenge Cup
  - Olimpiai selejtezők
  - OB I
- Kézilabda
  - Premier League
  - Bundesliga
  - Férfi Bajnokok Ligája
  - Női Bajnokok Ligája
  - Férfi Európa Kupa
  - Női EuroCup
  - SEHA-liga
  - Velux EHF Férfi Kézilabda Bajnokok Ligája
- Kosárlabda
  - NCAA Amerikai kosárlabda egyetemi bajnokság
  - Férfi kosárlabda-Európa-bajnokság
  - Női kosárlabda-Európa-bajnokság
  - Férfi Euroliga-mérkőzések
  - Női Euroliga-mérkőzések
  - FIBA Europe
- Atlétika
  - Diamond League
  - World Challange
  - EAA Premium Meeting
  - IAAF World Challange
  - Millrose Games
  - FBK Games
  - XL Galan
  - Grand Prix
  - Nemzetközi versenyek
  - Kontinentális kupák
- Vízilabda
  - Férfi Bajnokok Ligája
  - Női Bajnokok Ligája
  - Férfi Világliga
  - Női Világliga
  - Euroliga
  - Euro Kupák
  - Európa-bajnokság
  - Vodafone Kupa
  - Volvo Kupa
  - LEN-kupa
  - Magyar kupák
  - Final Six
  - OB I
- Rögbi
  - Bajnokok Kupája
  - Világbajnokság
  - Világkupa
  - Barátságos mérkőzések
  - Felkészülési mérkőzések
- Röplabda
  - Challenge kupa
  - Férfi Röplabda Európa Liga
  - Női Röplabda Európa Liga
  - Női Röplabda Extraliga
  - Magyar bajnokságok
  - Brazil bajnokságok
  - Európa-bajnokság selejtezők
- Dzsúdó
  - Európa-bajnokság
  - Dzsigoro Kano Kupa
  - Grand Prix
  - Világbajnokságok
- Vitorlázás
  - Barcelona World Challenge
  - iForex Nagydíj
  - Kékszalag
- Lovassport
  - Díjugrató országos bajnokság
  - Díjugrató Championatus
  - Világbajnokság
- Úszás
  - Világkupa
  - Mare Nostrum
  - FINA Világkupa
- Ritmikus gimnasztika
  - Világbajnokság

## Háttérműsorok és magazinok
Az aktív műsorok félkövérrel vannak szedve.
| Műsor címe                | Téma                                                                                        |
| ------------------------- | ------------------------------------------------------------------------------------------- |
| A golf világa             | Golfmagazin                                                                                 |
| A GP világa               | Forma-1-es magazin                                                                          |
| A nap hőse                | Portréműsor, amely fiatal sportbajnokokat mutat be.                                         |
| A Premier League világa   | Elemzőműsor a Premier League-ről                                                            |
| A rali világa             | Ralimagazin                                                                                 |
| All in!                   | Pókermagazin                                                                                |
| Amiről nem beszéltünk     | Vitray Tamás beszélgetőshowja a sportesemények hátteréről.                                  |
| Aranylány korlátok között | Portréfilm a négyszeres olimpiai bajnok Szabó Katalinról.                                   |
| Az angol bajnokság világa | Elemzőműsor a legfontosabb angol bajnokságokról.                                            |
| Az úszás világa           | Úszásmagazin                                                                                |
| Crazytown                 | N/A                                                                                         |
| Dávid futása              | Portréműsor Szántó Dávid atlétikai bajnokról.                                               |
| Félelem nélkül            | Autós magazin                                                                               |
| Footbrazil                | Magazinműsor, amely a legutóbbi brazil labdarúgó-bajnokságokat elemzi és mutatja be.        |
| Go Bike magazin           | Kerékpáros magazinműsor                                                                     |
| Hello, bajnok junior!     | A műsorban fiatal sportolókat mutatnak be.                                                  |
| Irány London!             | Olimpiai magazin                                                                            |
| Kibicek                   | Neves újságírók beszélgetnek az adott hét kiemelkedő hazai és nemzetközi sporteseményeiről. |
| Lövőhelyzet               | Nagy László kézilabdás magazinja                                                            |
| Megint mesélek            | Vitray Tamás műsora.                                                                        |
| Ő is csak ember           | Szántó Dávid riportműsora a legnevezetesebb sportolókról.                                   |
| Premier League legendák   | A Premier League fontos eseményeit bemutató beszélgetőműsor.                                |
| Premier League magazin    | Összefoglaló magazin a Premier League-ről                                                   |
| Rangadó                   | Szombathy Pál műsora                                                                        |
| Reggeli Start             | Reggeli beszélgetőshow a sport világáról                                                    |
| Sport 24                  | A Digi Sport sporthíradója, reggelenként a Reggeli Startban is.                             |
| Torna                     | Sportmagazin                                                                                |
| Út Rióig                  | Olimpiai magazin                                                                            |
| V-közép                   | Vitaműsor Egri Viktorral                                                                    |
| Vendégjátékos             | Beszélgetőshow Csisztu Zsuzsával.                                                           |
| Vezess!                   | Autós magazin                                                                               |

## Műsorvezetők, kommentátorok
- Csisztu Zsuzsa
- Egri Viktor
- Nagy László
- Haraszti Ádám
- Sipőcz József
- Kandó Tamás
- Kőváry Barna
- Ambrus Tamás
- Nagy Viktor
- Melczer Zsolt
- Szarka András
- Kalmár Ágnes
- Lévai Ferenc
- Rádonyi Kristóf
- Szántó Dávid
- Szombathy Pál
- Topor Csaba
- Vitray Tamás
- Zelinka Ildikó

## Szakkommentátorok
- Arany Tamás
- Bozsik Péter
- Fehér Csaba
- Juhár Tamás
- Rizmayer Gábor
- Rabóczki Balázs
- Zombori Zalán

## Egyéb közvetített sportágak
- Műugrás
- Labdarúgás
- Autósport
- Motorsport
- Vízilabda
- Úszás

## Érdekességek
- Szlovákia és Románia, ahol a Digi nagyobb szeletet tudhat magáénak a kábeltelevíziós piacból, már négy Digi Sport csatornát tudhat magáénak (Romániában október 1-jén indult el a Digi Sport 4).
- A Digi-nek és a Tematik Kábel Kft.-nek volt egy terve, miszerint összevonják a Sport Klubot és az egyik Digi Sport csatornát, ahogyan 2014. május 15-én egyesült a PV TV és a Fishing & Hunting Channel. Ez nem valósult meg, mivel a Sport Klub április 30-án befejezte a sugárzást.[forrás?]